# Nursultan Nazarbaev
Nursultan Ábishuly Nazarbaev (in kazako Нұрсұлтан Әбішұлы Назарбаев?; Chemolgan, 6 luglio 1940) è un politico kazako.
Ha svolto il ruolo di governante del Kazakistan sin dalla dissoluzione dell'Unione Sovietica ed è stato Presidente del Kazakistan dal 1990 al 2019, creando nel tempo un regime di carattere autoritario e personalistico. Dal 1991 al 2022 ha inoltre presieduto il Consiglio di Sicurezza del Kazakistan, dopo averne anche ampliato i poteri e la durata (dal 2018 la carica divenne infatti a vita). Secondo diverse fonti, ha continuato quindi a controllare de facto la politica del Kazakistan. È stato, tuttavia, rimosso dall’incarico di presidente del Consiglio di Sicurezza del Kazakistan dal presidente Toqaev, in risposta alle proteste kazake di inizio 2022.
È stato il direttore generale del Consiglio dei ministri della Repubblica Socialista Sovietica del Kazakistan dal 1984 fino al 1989, sotto il governo di Dinmuchamed Kunaev, il Primo Segretario dell'allora Partito Comunista del Kazakistan. Ha poi servito come Primo Segretario del Partito Comunista del Kazakistan dal 1989 al 1991.
In concomitanza delle proprie dimissioni, dal 23 marzo 2019 Nazarbaev decise di rinominare la capitale del Kazakistan, Astana, in Nur-Sultan tramite un decreto presidenziale in suo onore da lui stesso firmato. Tuttavia, in seguito a una modifica costituzionale votata dal Parlamento e firmata dal presidente Tokaev, dal 17 settembre 2022 la capitale ha ripreso il precedente nome.

## Biografia
Nazarbaev nacque a Chemolgan, una città rurale vicino ad Alma-Ata, in quella che allora era la Repubblica Socialista Sovietica Kazaka, una delle repubbliche costituenti l'Unione Sovietica. Suo padre era un povero lavoratore al servizio di una famiglia benestante locale fino a quando i sovietici confiscarono la fattoria di famiglia negli anni '30, durante la politica di collettivizzazione di Stalin. Dopodiché, suo padre decise di portare la famiglia in montagna per vivere un'esistenza nomade.
Suo padre evitò il servizio militare obbligatorio a causa di un braccio che si era atrofizzato in seguito allo spegnimento di un incendio. Alla fine della seconda guerra mondiale, la famiglia tornò al villaggio di Chemolgan e Nazarbaev iniziò a imparare il russo. Fu mandato a studiare in collegio a Kaskelen.
Dopo aver lasciato la scuola, trascorse un anno, a spese del governo, presso l'acciaieria Karaganda di Temirtaw. Si stava anche addestrando in un'acciaieria a Dniprodzerzhynsk nella RSS ucraina, ed era lontano da Temirtaw quando le rivolte per le cattive condizioni di lavoro si diffusero in città. A 20 anni guadagnava un buon stipendio facendo "lavori pesanti e pericolosi" in cucina.
Si iscrisse al Partito Comunista nel 1962 e presto divenne un membro di spicco della Lega della Gioventù Comunista nonché membro a tempo pieno del partito e iniziò a studiare presso il Karaganda Polytechnic Institute. Nel 1972 divenne segretario del comitato del Partito Comunista del kombinate metallurgico di Karaganda e, quattro anni dopo, secondo segretario del comitato regionale del partito a Karaganda.
Come burocrate, Nazarbaev si occupava di documenti legali, problemi legali e risoluzione di controversie industriali, oltre a incontrare i lavoratori per risolvere problemi individuali. In seguito scrisse che "l'allocazione centrale degli investimenti di capitale e la distribuzione dei fondi" significava che le infrastrutture erano scadenti, i lavoratori erano demoralizzati e oberati di lavoro e i loro obiettivi erano irraggiungibili. Vedeva i problemi della fabbrica come un microcosmo dei problemi dell'Unione Sovietica nel suo insieme.

## Carriera politica
Nursultan Nazarbaev criticò pesantemente Askar Kunaev, capo dell'Accademia delle Scienze, nel corso della sedicesima sessione del Partito Comunista del Kazakistan nel gennaio 1986, per non avere intrapreso la riforma del suo dipartimento. Dinmukhamed Kunaev, l'allora capo di Nazarbaev e fratello di Askar, in collera per essersi sentito tradito, fuggì a Mosca e chiese la rinuncia di Nazarbaev, mentre allo stesso modo i sostenitori di Nazarbaev auspicavano le dimissioni di Kunaev e la promozione per Nazarbaev.
L'allora segretario generale del PCUS, Michail Gorbačëv ignorò la posizione di entrambi, licenziando Kunaev e sostituendolo con Gennadij Kolbin, un russo, provocando una reazione che portò nel dicembre 1986 ad una rivolta durata tre giorni, nota come lo Jeltoqsan, che in kazako significa Dicembre. Nel settembre 1989 Nazarbaev prese il posto di Kolbin, che nonostante la sua carriera e le sue conoscenze aveva poca autorità nel Kazakistan.
I cittadini kazaki elessero Nursultan Nazarbaev alla presidenza del Kazakistan il 1º dicembre 1991. Nell'aprile del 1995 un referendum estese il suo mandato fino al 2000. Venne rieletto nel gennaio del 1999 e di nuovo nel dicembre 2005. La sua ultima rielezione è stata condannata dalla OSCE come particolarmente carente nel rispetto degli standard internazionali di democrazia.

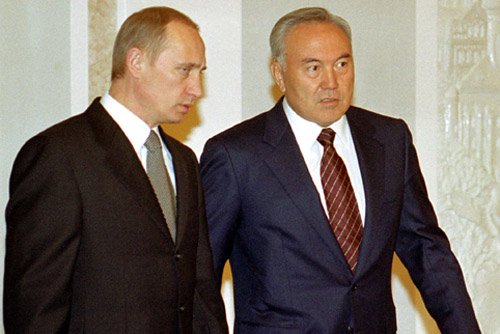
Nazarbaev con Putin (2001)

### Elezioni del 2005
Il 4 dicembre 2005, si tennero nuove elezioni presidenziali nel Kazakistan che con naturale facilità il presidente Nursultan Nazarbaev vinse con la schiacciante maggioranza del 91,15% (su un totale di 6.871.571 partecipanti al voto) come risulta dalla commissione elettorale centrale del Kazakistan, una stima criticata sia dall'OSCE che da altre organizzazioni indipendenti di osservatori elettorali internazionali. Il presidente Nazarbaev ha ricevuto un'ulteriore investitura per un mandato di altri sette anni l'11 gennaio 2006.

### Critiche all'Iran
In un discorso trasmesso il 15 dicembre 2006, in occasione del 15º anniversario dell'indipendenza del Kazakistan, il presidente Nursultan Nazarbaev ha criticato le azioni intraprese dal governo iraniano, sostenendo che l'Iran è diventato il centro di una crescente insicurezza nell'Asia centrale, per il suo coinvolgimento nelle varie internazionali del terrorismo, del fondamentalismo religioso, la diffusione di ogni tipo di arma di distruzione di massa, l'immigrazione illegale, il traffico di armi e di droga. Il ministro degli Esteri kazako ha corretto questa dichiarazione il 19 dicembre, sostenendo che le sue osservazioni "non erano esattamente quello che voleva intendere", e che i suoi commenti erano degli "errori".

### Discorso presidenziale alla nazione del 2007
Nursultan Nazarbaev ha concesso il suo discorso presidenziale annuale alla nazione il 28 febbraio 2007. Ha auspicato l'ingresso nello World Trade Organization, l'istituzione di una unione doganale eurasiatica, ed ha discusso la cooperazione con stati esteri nella "guerra al terrorismo e nella lotta contro le epidemie ed i disastri ambientali."

### Elezioni del 2011
Nell'aprile 2011 si svolgono le elezioni presidenziali in Kazakistan, e Nazarbaev ha solo tre oppositori, di cui uno ha addirittura dichiarato di votare per lui, sicuro vincitore. Infatti, col record di affluenza, e il 95,5% dei voti, Nazarbaev rivince le elezioni, giudicate dall'OSCE ancora una volta ben poco democratiche, per via dell'autocensura dei media e di manifeste irregolarità.

### Elezioni presidenziali del 2015 e fine mandato
Il 26 aprile 2015 ha vinto le elezioni presidenziali in Kazakistan ed è stato rieletto con il 97,75% dei voti. Nel marzo 2019 si è dimesso dalla presidenza a seguito delle proteste anti-governative ed è stato sostituito dal suo delfino Qasym-Jomart Toqaev, che ha poi vinto in modo schiacciante le seguenti elezioni presidenziali del 2019.
È stato dichiarato immune da qualsiasi procedimento penale e ha continuato a servire come presidente dell'Assemblea del popolo del Kazakistan fino al 2021. Attualmente è il presidente del partito di governo Nur Otan. Nazarbaev è anche membro del Consiglio costituzionale e membro onorario del Senato del Kazakistan; è stato presidente del Consiglio di sicurezza del Kazakistan fino alla sua rimozione da tale carica per volontà dal presidente Toqaev, in risposta alle proteste kazake di inizio 2022.

## Post-presidenza
Secondo l'Economist, nonostante le sue dimissioni, è ancora dietro la leadership del paese.  Le sue dimissioni sono considerate dal Moscow Times come un tentativo di trasformarlo in un tipo di Lee Kuan Yew di figura pubblica.  Nel mese successivo alle sue dimissioni, aveva incontrato il presidente sudcoreano Moon Jae-in e il primo ministro ungherese Viktor Orbán durante la loro visita in Kazakistan. In particolare, i loro incontri con Nazarbaev si sono svolti separatamente dai loro incontri con il presidente Toqaev, che è il capo di stato de jure. Due giorni dopo aver lasciato l'incarico, ha partecipato alle celebrazioni di Nauryz dove è stato accolto dalla popolazione civile. Per quanto riguarda gli alloggi come primo presidente, il suo ufficio personale (ora noto come Kökorda) è stato spostato in una posizione diversa nella capitale dal palazzo presidenziale. Alla fine di aprile 2019 è stato anche riferito che Nazarbaev mantiene anche un jet privato per visite ufficiali e private.
Da quando ha lasciato l'incarico, ha effettuato due visite all'estero, a Pechino e a Mosca. La prima visita ha avuto luogo durante il secondo Forum della Nuova Via della Seta, mentre la seconda ha avuto luogo durante la parata del Giorno della Vittoria di Mosca del 2019. Alla fine di maggio, il ministro degli Esteri turco Mevlüt Çavuşoğlu ha annunciato la nomina di Nazarbaev a presidente onorario del Consiglio turco. Il 7 settembre, visitò Mosca ancora una volta per partecipare alle celebrazioni della Giornata della città di Mosca sul VDNCh e per aprire il suo padiglione alla fiera. Durante una visita alla capitale azera di Baku, ha detto al presidente ospitante İlham Əliyev che suo padre, l'ex presidente Heydər Əliyev, sarebbe stato "molto felice" dello sviluppo della capitale. Alla fine di ottobre, ha partecipato all'intronizzazione dell'imperatore giapponese Naruhito come rappresentante del Kazakistan.  Nel corso di questa visita, ha incontrato il presidente ucraino Volodymyr Zelens'kyj, durante il quale si è congratulato con lui per la sua vittoria elettorale ed è stato invitato da Zelens'kyj a visitare Kiev.  Nazarbaev ha incontrato il tennista spagnolo Rafael Nadal durante la sua visita in Kazakistan per una partita di tennis di beneficenza. Durante il suo incontro con Nadal, chiamò personalmente l'ex re spagnolo Juan Carlos I. Nell'ottobre 2019, è stato annunciato che tutti i potenziali candidati ministeriali avevano bisogno dell'approvazione di Nazarbaev prima di essere nominati da Toqaev, ad eccezione del ministro della Difesa, del ministro dell'Interno e del ministro degli Esteri.

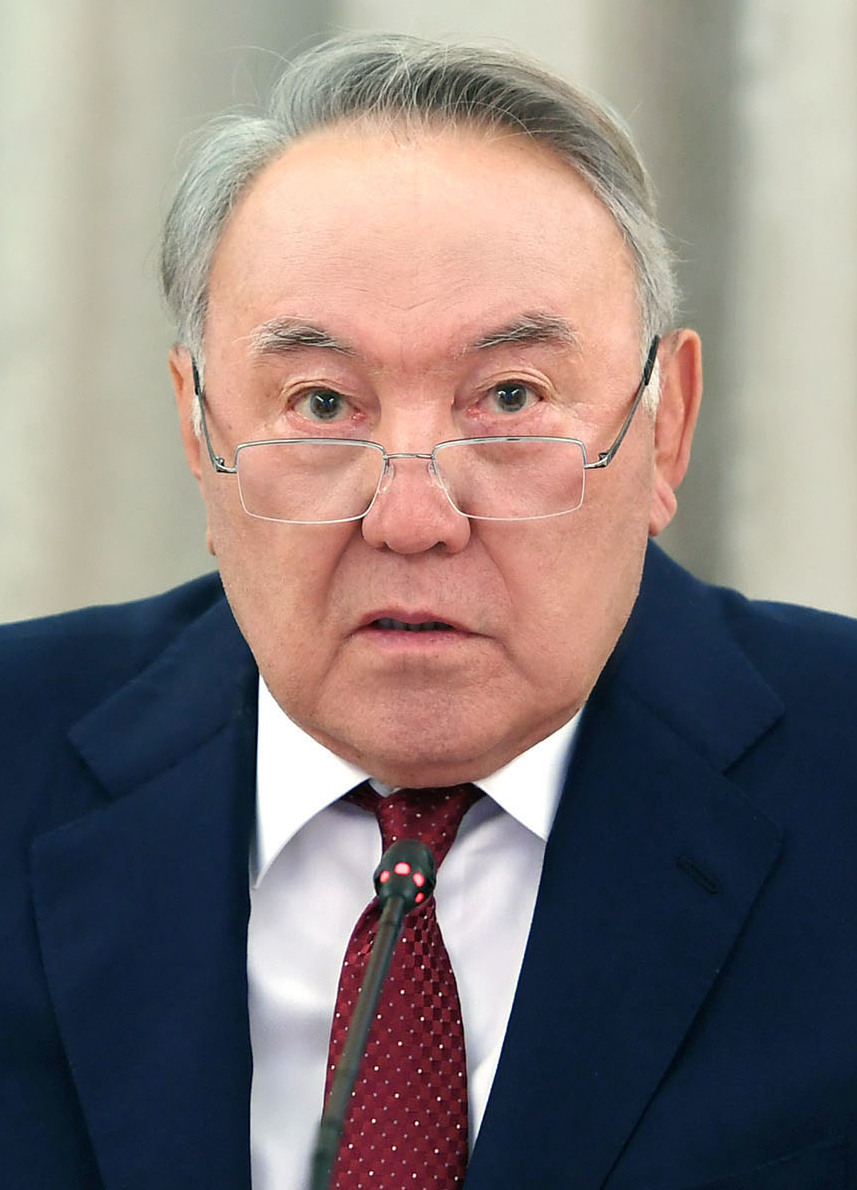
Nazarbaev nel 2021

Il 29 novembre 2019 Nazarbaev è stato nominato presidente onorario della riunione consultiva dell'Asia centrale. Lo ha annunciato in occasione della seconda riunione consultiva dei capi di Stato dell'Asia centrale a Taškent.
Alla 29ª sessione dell'Assemblea del popolo del Kazakistan (QHA) tenutasi il 28 aprile 2021, Nazarbaev ha annunciato la sua intenzione di dimettersi dalla carica di presidente del QHA e di far subentrare al presidente Qasym-Jomart Toqaev il suo ruolo, descrivendolo come un "passo serio" emotivo. Tuttavia, da lì, Toqaev suggerì che Nazarbaev fosse nominato "presidente onorario" dal QHA, al quale le sue dichiarazioni ricevettero applausi. Nazarbaev accettò l'offerta, promettendo di continuare a lavorare con l'Assemblea. 
Nell'ottobre 2021, durante una visita negli Emirati Arabi Uniti, Nazarbaev ha conferito al principe ereditario Mohammed bin Zayed Al Nahyan il premio per il mondo libero da armi nucleari e la sicurezza globale per aver garantito la pace, la stabilità regionale e lo sviluppo economico sostenibile. 
Il 23 novembre 2021, durante la riunione del consiglio politico di Nur Otan, è stato rivelato che Nazarbaev si sarebbe dimesso dalla guida del partito e ha suggerito al presidente Toqaev di assumere l'incarico, sottolineando che il Nur Otan dovrebbe essere guidato da un presidente in carica. La mossa è stata accolta con varie reazioni da parte di analisti politici e attivisti, affermando che avrebbe aumentato i poteri di governo di Toqaev e l'influenza sulla politica kazaka, mentre alcuni arrivavano a proclamarla come la fine dell'"era di Nazarbaev". Secondo l'addetto stampa di Nazarbaev, Aidos Ükıbai, la decisione è stata una "logica continuazione del transito di potere" con il partito che doveva essere il principale sostegno a Toqaev a causa della "crisi globale causata dalla pandemia". 

## Vita privata

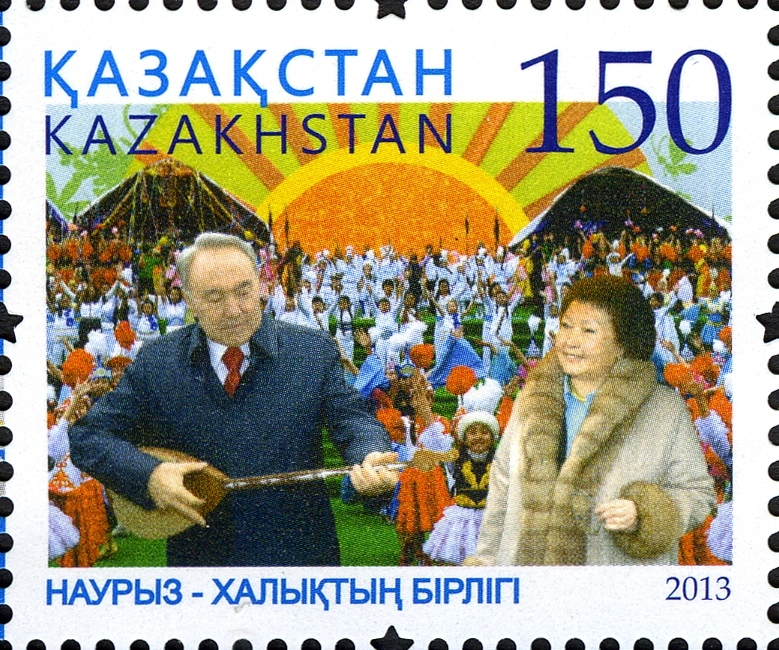
Francobollo con Nazarbaev e sua moglie

Dopo un lungo iniziale periodo di ateismo, Nursultan Nazarbaev ha cercato in seguito di mettere in evidenza la sua "eredità culturale musulmana" dalla fine degli anni novanta, quando cominciò a contrastare il terrorismo islamico in Kazakistan. Ha descritto la sua spiritualità di devoto musulmano come basata sulle parole di Abai Qunanbaiuly, un poeta kazako la cui filosofia si basa su un Islam illuminato. Secondo Nazarbaev, le "parole di saggezza" di Abai lo hanno aiutato nel tentativo di costruire un moderno Kazakistan dopo il crollo dell'Unione Sovietica.
Nazarbaev è sposato con Sara Alpsyzy Nazarbaeva. Hanno tre figlie: Darıga, Dinara e Áliıa. Il primo matrimonio di Aliya è stato in particolare con Ajdar Akaev, il figlio maggiore dell'ex presidente del Kirghizistan Askar Akaev, che per un breve periodo ha messo in relazione i due leader dell'Asia centrale. Essendo cresciuto in Unione Sovietica, Nazarbaev parla correntemente il kazako e il russo e comprende l'inglese. Ha due fratelli, Satybaldy (1947-1980) e Bolat (nato nel 1953), e una sorella di nome Anip.

## Opere
- Nazarbaev, Nursultan, Nursultan Nazarbaev: La mia vita, i miei tempi e il mio futuro..., Pilkington Press, 1998, ISBN 1899044191